# Goundi (département)
Pour les articles homonymes, voir Goundi.
Le département de Goundi est un des 5 départements composant la province du Mandoul au Tchad. Son chef-lieu est Goundi.

## Subdivisions
Le département de Goundi compte quatre sous-préfectures qui ont le statut de communes :
- Goundi,
- Palloum,
- Morom,
- Dobo.

## Histoire
Le département de Goundi a été créé par l'ordonnance n° 038/PR/2018 portant création des unités administratives et des collectivités autonomes du 10 août 2018.
Il correspond à l'ancienne sous-préfecture de Goundi du département du Mandoul Oriental.

## Administration
Préfets de Goundi (depuis 2018)
- nd.